# Club Atlético Puerto Nuevo
O Club Atlético Puerto Nuevo, conhecido como Puerto Nuevo, é um clube de futebol argentino da cidade de Campana, no partido (município) homônimo, pertencente a província de Buenos Aires. Fundado em 12 de outubro de 1939, suas cores são o amarelo e o azul. Atualmente participa da Primera División D, a quinta e última divisão do futebol argentino para as equipes diretamente afiliadas à Associação do Futebol Argentino (AFA), entidade máxima do futebol na Argentina. Seu estádio é o Rubén Carlos Vallejos, que tem capacidade aproximada para 1.000 espectadores.

## Historia

### Fundação
O Club Atlético Puerto Nuevo foi fundado em 12 de outubro de 1939, na cidade de Campana, por um grupo de amigos que reuniram na esquina da San Luis (hoje Eduardo Sívori) com Colón; os jovens, fanáticos por futebol, decidiram criar o clube para participarem dos campeonatos de bairro da cidade. O nome escolhido provêm do filme Puerto Nuevo, assistido por vários dos fundadores, no qual se identificaram com a história da película assim como com seu protagonista, Pepe Arias. O primeiro presidente da instituição foi Miguel Woicih, originário do bairro da Villa Crespo, que foi o responsável pela escolha das mesmas cores do Atlanta para o novo clube. Inicialmente afiliou-se às Liga Campanense de Fútbol, uma liga fundada oito anos antes, em 31 de julho de 1931.

### Afiliação à AFA
Em 1975, veio a afiliação à Associação do Futebol Argentino (AFA) e assim estreou na disputa do campeonato da Primera D, a quarta divisão do futebol argentino.

### Puerto Italiano
O clube já foi chamado de Puerto Nuevo Italiano entre os anos de 1984 e 1991, quando esteve fundido com Círculo Italiano de Campana. Nessa época foi vice-campeão da Primera D. Vários anos mais tarde, também mudaria seu nome para Puerto Nuevo Boliviano, mas novamente retornou ao seu nome tradicional.

### Acesso
Sua maior conquista foi o título invicto do Apertura de 1993 da Primera D de 1993–94 e o único acesso à Primera C. Para conseguir o feito, jogou a final da temporada da divisão contra o Cañuelas, campeão do Clausura de 1994. Após um empate em 1 a 1 na partida de ida, o Puerto Nuevo aplicou uma goleada de 4 a 1 no jogo de volta. Depois de duas temporadas na Primera C, o clube foi rebaixado para a divisão que está atualmente, a Primera D.

### Século XXI
Em 2002 houve a tentativa de um convênio de cooperação com a Federação Boliviana, como parte do acordo, o clube passaria a chamar-se Puerto Nuevo Boliviano, porém a iniciativa não prosperou.

## Estádio
O estádio do Puerto Nuevo foi inaugurado em 1995 e leva o nome de Rubén Carlos Vallejos. Está localizado em Campana, mais precisamente, na rua Viale, no bairro Don Francisco. Tem capacidade aproximada para 1.000 espectadores.

## Cronologia no Campeonato Argentino de Futebol
| Período                 | Campeonato                 | Divisão | Associação | Ref.                |
| ----------------------- | -------------------------- | ------- | ---------- | ------------------- |
| 1975 — Apertura de 1986 | Primera División D         | Quarta  | AFA        | [carece de fontes?] |
| 1986–87 — 1993–94       | Primera División D         | Quinta  | AFA        | [carece de fontes?] |
| 1994–95 — 1995–96       | Primera División C         | Quarta  | AFA        | [carece de fontes?] |
| 1996–97 — 2008–09       | Primera División D         | Quinta  | AFA        | [carece de fontes?] |
| 2009–10                 | Desfiliação Regulamentária |         |            | [carece de fontes?] |
| 2010–11                 | Primera División D         | Quinta  | AFA        | [carece de fontes?] |
| 2011–12                 | Desfiliação Regulamentária |         |            | [carece de fontes?] |
| 2012–13                 | Primera División D         | Quinta  | AFA        | [carece de fontes?] |
| 2013–14                 | Desfiliação Regulamentária |         |            | [carece de fontes?] |
| Desde 2014–15           | Primera División D         | Quinta  | AFA        | [carece de fontes?] |

## Títulos
| NACIONAIS | NACIONAIS          | NACIONAIS | NACIONAIS        |
| Divisão   | Competição         | Títulos   | Temporadas       |
| --------- | ------------------ | --------- | ---------------- |
| Quinta    | Primera División D | 1         | Apertura de 1993 |